# Calamagrostis ecuadoriensis
Calamagrostis ecuadoriensis là một loài cỏ thuộc họ Poaceae.
Loài này chỉ có ở Ecuador.